# Lépron-les-Vallées
 Lépron-les-Vallées  là một xã ở tỉnh Ardennes, thuộc vùng Grand Est ở phía bắc nước Pháp.